# Петричі (зупинний пункт)
Пе́тричі — пасажирський залізничний зупинний пункт Рівненської дирекції Львівської залізниці розташований на двоколійній електрифікованій змінним струмом лінії Здолбунів — Красне.
Розташований біля села Петричі Буського району Львівської області між станціями Ожидів-Олесько (10,5 км) та Красне (8 км).
На зупинному пункті зупиняються приміські поїзди.